# Byttnerioideae
Byttnerioideae es una subfamilia de fanerógamas perteneciente a la familia Malvaceae.

## Tribus y Géneros
- Tribu: Byttnerieae
  - Géneros: Ayenia - Byttneria - Megatritheca - Rayleya
- Tribu: Hermannieae
  - Géneros: Dicarpidium - Gilesia - Hermannia - Melochia - Waltheria
- Tribu: Lasiopetaleae
  - Géneros: Commersonia - Guichenotia - Hannafordia - Keraudrenia - Lasiopetalum - Lysiosepalum - Rulingia - Seringia - Thomasia
- Tribu: Theobromeae
  - Géneros:Abroma - Guazuma - Herrania - Kleinhovia - Scaphopetalum - Theobroma